# Carlos Humberto Romero
Carlos Humberto Romero Mena (Chalatenango, 29 febbraio 1924 – San Salvador, 27 febbraio 2017) è stato un generale e politico salvadoregno, Presidente di El Salvador  dal luglio 1977 all'ottobre 1979.

## Biografia
Romero nacque a Chalatenango il 29 febbraio 1924.
Studiò alla Scuola militare "Capitano Generale Gerardo Barrios" e alla scuola di comando dello stato maggiore generale. Si specializzò nello studio dell'equitazione in Messico.
Era membro del Partito di Conciliazione Nazionale, e servì come ministro della difesa dal 1972 al 1977.
Romeo si propose come candidato del Partito di Conciliazione Nazionale nelle elezioni presidenziali del febbraio 1977. Il 24 febbraio, il consiglio centrale delle elezioni dichiarò la sua vittoria, ed avrebbe dovuto giurare come presidente mentre Julio Ernesto Astacio sarebbe stato nominato vicepresidente. Le forze di opposizione raggruppate nell'Unione d'Opposizione Nazionale (UNO) denunciarono numerosi frodi, e coercizioni elettorali commesse durante il voto. Il periodo tra la sua elezione e la sua inaugurazione si dimostrò pericoloso per i suoi oppositori. Il 28 febbraio 1977, i militari sciolsero una manifestazione di protesta dell'UNO nella Plaza Libertad di San Salvador.
Il generale giurò come presidente il 1º luglio 1977. Rispose alle accuse di "frodi elettorali" dichiarando lo stato di emergenza per trenta giorni e istituendo un rigido governo conservatore.
Il periodo come presidente di Romero venne caratterizzato da numerose escalation di violenze e instabilità. Nei tardi anni '70, i disordini politici aumentarono, a causa delle disuguaglianze socio-economiche senza risposte da parte del governo e un discontento diffuso culminò in diffuse proteste e ribellioni, che ricevettero come risposta la repressione da parte delle forze governative. Romero aumentò le spese nell'educazione pubblica, ma questo non gli fece guadagnare popolarità con la sinistra. La polizia, l'esercito e le forze paramilitari lanciarono una sanguinosa campagna di repressione contro i gruppi di sinistra che causarono la morte di 4 preti cattolici di numerosi capi e militanti delle organizzazioni contadine e operaie. Venne anche accusato di aver ordinato il massacro degli studenti il 30 luglio 1975. I gruppi armati di sinistra risposero alla violenza governativa con attacchi alle forze di sicurezza e agli ufficiali governativi. La repressione fece sprofondare il paese in una seria crisi sociale.
Romero mantenne il potere fino all'ottobre 1979, quando venne deposto da un colpo di stato riformista ordito dai suoi dissidenti, dai militari moderati e dai civili. Il golpe fu il preambolo della guerra civile di El Salvador durata 12 anni.
Dopo essere stato deposto, Romero visse in esilio in Guatemala, per poi da ultimo ritornare nel suo paese natale. È morto il 27 febbraio 2017 all'età di 92 anni per cause naturali.